# Max Ehrmann
Max Ehrmann, född 26 september 1872 Terre Haute i Indiana, död 9 september 1945 i Terre Haute i Indiana, var en amerikansk jurist och författare. 
Ehrmann studerade engelska vid DePauw University, därefter filosofi vid Harvard University. Därefter bosatte han sig i sin hemstad Terre Haute, Indiana där han arbetade som jurist. Ehrmann är mest känd för att ha skrivit prosadikten Desiderata, (1927).